# Gustavia santanderiensis
Gustavia santanderiensis é uma espécie de lenhosa da família Lecythidaceae.
Pode ser encontrada nos seguintes países: Brasil e Colômbia.
Está ameaçada por perda de habitat.